# José de Solís y Jácome
José de Solís Jácome, VI marqués de Tablantes (Cádiz, España, 17 de junio de 1826 – Sevilla, 28 de noviembre de 1883) fue un noble y político español. 

## Biografía
Fue hijo de María del Rosario Jácome y Pedro de Solís y Jiménez de Zurita, Señor de las Navas de Gibraltar  y regidor perpetuo de Tarifa.
Se licenció en jurisprudencia, fue VI marqués de Tablantes, gentilhombre de cámara de su majestad y teniente de hermano mayor de la Real Maestranza de Caballería de Sevilla. Desempeñó el puesto de alcalde de Sevilla en el año 1875. En el transcurso de su periodo de mando en esta ciudad, emitió un bando municipal fechado el 10 de marzo de 1875, en el que informaba de que a partir del 15 de dicho mes quedaría prohibido pedir limosna por las calles sin autorización previa. Los infractores serían detenidos y llevados al asilo de mendicidad de San Fernando donde quedarían acogidos. 